# Onontio
Onontio fut le titre donné au gouverneur de la Nouvelle-France par les Amérindiens du Canada et des Grands Lacs.
Onontio, grande montagne, dérive de la traduction en huron du nom du gouverneur de la Nouvelle-France, Charles Jacques Huault de Montmagny ("Mons Magnus", selon une étymologie erronée, d'où "Grande Montagne").
Onontio pouvait aussi être appelé "Père" par certaines tribus amérindiennes.
Cette appellation sera par la suite reprise pour tous les gouverneurs de la Nouvelle-France. Onontio, en plus d'une simple appellation, doit être considéré comme un titre reconduit à chaque changement de gouverneur et symbole de l'alliance franco-amérindienne.
Le titre de Onontio disparaitra en 1763 avec la conquête du Canada par les troupes britanniques.
Toutefois, dans un but de pacification, les Britanniques reprirent certaines charges et attributs d'Onontio.
Le Roi de France était surnommé Onontio Goa soit « Grand Onontio » ou « la plus grande montagne sur terre ».